# Yavanna (Protura)
Yavanna es un género de Protura en la familia Acerentomidae.

## Especies
- Yavanna altaica Szeptycki, 1988